# Kapliczka w Mierzynówce

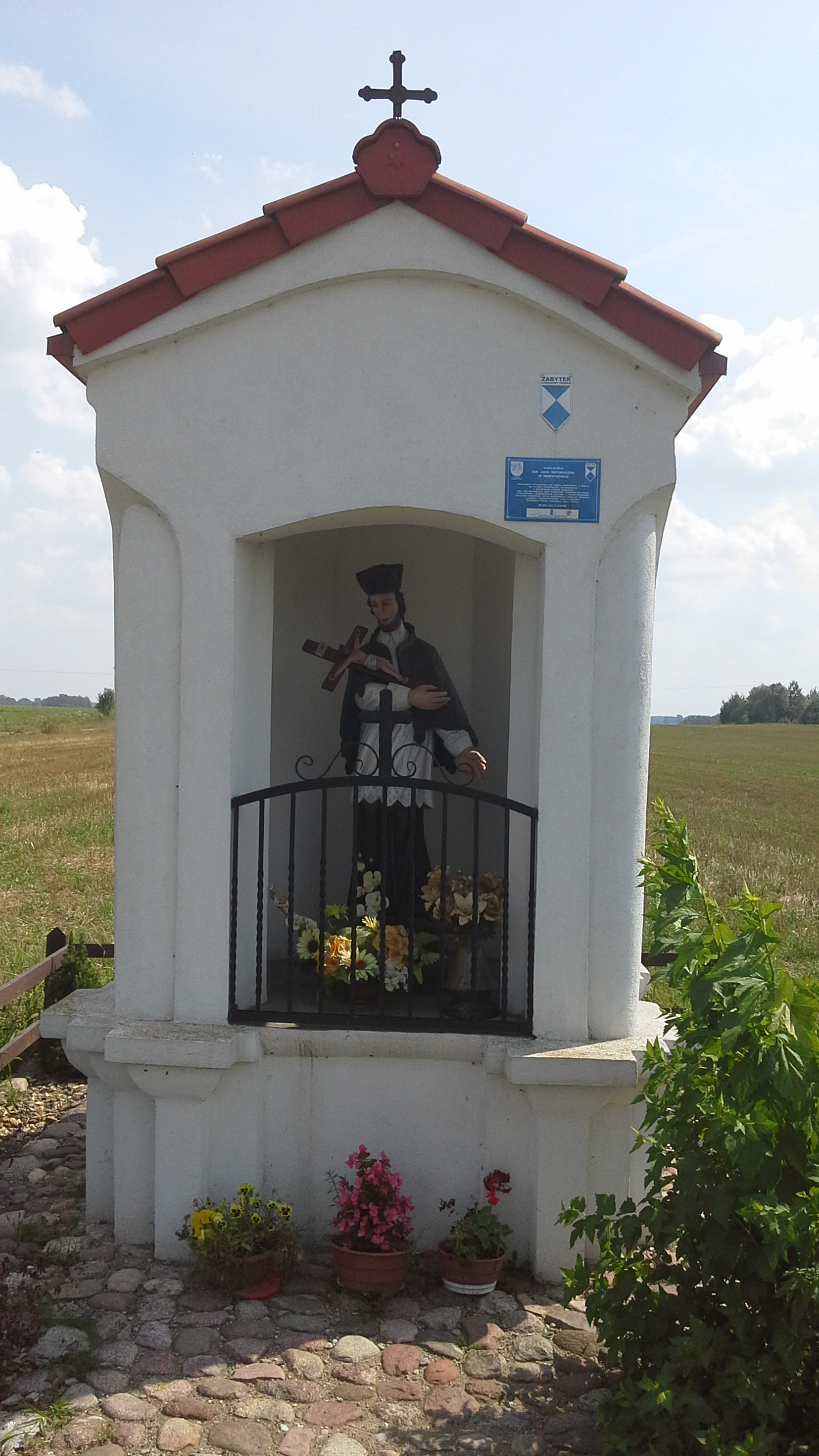

Kapliczka w Mierzynówce – zabytkowa XVIII-wieczna kapliczka przydrożna poświęcona św. Janowi Nepomucenowi.
Kapliczka znajduje się przy drodze w kierunku Czarnej Wielkiej. Została zbudowana z cegły w końcu XVIII w. Jest to budowla tynkowana, czworoboczna, z zaokrąglonymi i sfazowanymi narożami. W ścianach bocznych kapliczki wykute zostały niewielkie okienka, zaś na ścianie przedniej – obszerna wnęka, w której znajduje się barokowa figura św. Jana Nepomucena. Świętego ukazano w szatach kapłańskich, z krucyfiksem w rękach. Figura, podobnie jak cała budowla, powstała w II poł. XVIII stulecia. Kapliczkę kryje dwuspadowy, kryty dachówką dach zwieńczony krzyżem.